# Federatie van Belgische Kamers van Koophandel
De Federatie van Belgische Kamers van Koophandel, in het Frans Fédération des Chambres de Commerce Belge, is een Belgische koepelorganisatie voor kamers van koophandel.  De hoofdzetel van de organisatie is gelegen te Etterbeek.

## Geschiedenis
De organisatie werd opgericht op 1 augustus 1875 als een privaatrechtelijke overkoepelende organisatie onder de naam Nationale Federatie der Kamers voor Handel en Nijverheid van België. De toenmalige statuten bepaalden dat de belangrijkste missie van deze Federatie erin bestond de middelen van de individuele kamers van koophandel in een politiek neutrale geest te verenigen.
De Federatie groepeert en verdedigt de belangen van alle  geaccrediteerde Kamers van Koophandel in België en van de Belgisch-Luxemburgse Kamers van Koophandel in het buitenland. Zij ondersteunt de Kamers in hun taken als economische partner voor het bedrijfsleven. Zij streeft een kwaliteitsvolle dienstverlening na door de Kamers en ontwikkelt samen met de Kamers nieuwe diensten, waarbij de rol van Kamers als trusted third party een belangrijk uitgangspunt is. Zij is de behoeder van de benaming en van het collectieve merk “Kamer van Koophandel” in België en is de enige instantie om het gebruiksrecht hiervan toe te kennen.
De Federatie promoot de belangen van de geaccrediteerde Kamers op het Europees en internationaal vlak via de overkoepelende Kamerorganisaties waarvan zij lid is. Zij streeft naar een actieve deelname door de geaccrediteerde Kamers aan activiteiten, werkgroepen en projecten van deze Kamerorganisaties.

## Doelstellingen
De werking van de Federatie is uitgebouwd rond drie pijlers:
- Exportformaliteiten: coördinatie van de afgifte van oorsprongscertificaten door de kamers en nationale borgstaande organisatie voor ATA-carnets.
- Internationaal ondernemen: ondersteunen van de activiteiten van de kamers door het internationale netwerk van de Federatie via o.a. Eurochambres en de World Chambers Federation.
- Duurzaam ondernemen: de kamers stimuleren om samen met de bedrijven duurzame oplossingen te zoeken voor de maatschappelijke uitdagingen.

De Federatie heeft structurele samenwerkingsakkoorden met de FOD Economie en met de Algemene Administratie van Douane en Accijnzen. Versterking van de concurrentiekracht van de Belgische bedrijven is de rode draad doorheen deze akkoorden.

### Accreditatie
Kamers van koophandel worden gerund door en voor bedrijven. Elk van de kamers heeft zijn eigen identiteit, in functie van de leden en de regio waar zij actief is. Door haar accreditatieprogramma waakt de Federatie erover dat alle kamers hun taken op een professionele en kwalitatieve manier invullen. Accreditatie is een voorwaarde voor een kamer om lid te kunnen zijn van de Federatie.

#### Accreditatie lokale kamers van koophandel
De accreditatie van de lokale kamers van koophandel in België is gebouwd rond 12 principes die elke kamer moet respecteren. Deze principes zijn duidelijk uitgeschreven in een accreditatieprogramma.

#### Accreditatie bilaterale kamers van koophandel
De accreditatie van de Belgische-Luxemburgse kamers van koophandel in het buitenland (BLCCA) steunt op drie grote pijlers: corporate governance, kwalitatieve dienstverlening en constructieve samenwerking met de diplomatieke posten in het buitenland. Deze accreditatie verloopt in heel nauwe samenwerking met de Chambre de Commerce du Luxembourg omdat de meeste bilaterale kamers ook de economische en commerciële belangen van het Groothertogdom Luxemburg bevorderen.

## Structuur

### Bestuur
| Periode      | Voorzitter       |
| ------------ | ---------------- |
| ...          |                  |
| 1996 - 2003  | Guido Peleman    |
| 2003 - 2006  | Yvan Huyghebaert |
| 2006 - 2016  | John Stoop       |
| 2016 - heden | René Branders    |

| Periode      | Algemeen directeur |
| ------------ | ------------------ |
| ...          |                    |
| 1997 - 2006  | Vincent Bovy       |
| 2007 - heden | Wouter Van Gulck   |

### Aangesloten leden

#### Geaccrediteerde Kamers van Koophandel in België[12]
- BECI - Brussels Chamber of Commerce
- AKT - CCI Wallonie picarde
- AKT - CCI Liège-Verviers-Namur
- AKT - CCI Brabant wallon
- AKT - CCI Hainaut
- AKT - CCI Luxembourg belge
- AVED-IHK Ostbelgien
- Voka - Kamer van Koophandel Antwerpen-Waasland
- Voka - Kamer van Koophandel Limburg
- Voka - Kamer van Koophandel Mechelen-Kempen
- Voka - Kamer van Koophandel Oost-Vlaanderen
- Voka - Kamer van Koophandel Vlaams-Brabant
- Voka - Kamer van Koophandel West-Vlaanderen

#### Bilaterale Belgisch-Luxemburgse Kamers van Koophandel in het buitenland[13]
- ACP landen - Chamber of Commerce, Industry and Agriculture Belgium-Luxembourg-Africa-Caribbean-Pacific
- Arabische landen - Arab-Belgian-Luxembourg Chamber of Commerce
- Armenië - Belgian-Armenian Chamber of Commerce
- Canada - Chamber of Commerce Canada-Belgium-Luxembourg
- Centraal-Amerika - Chamber of Commerce Europe-Central America
- Chili - Belgo-Chilean Chamber of Commerce
- China - Belgian-Chinese Chamber of Commerce
- China - Benelux Chamber of Commerce in China – Bencham (Pearl River Delta)
- China - Benelux Chamber of Commerce in China – Bencham (Beijing)
- China - Benelux Chamber of Commerce in China – Bencham (Shanghai)
- Congo (DRC) - Belgian-Congolese-Luxembourg Chamber of Commerce
- Frankrijk - French-Belgian Chamber of Commerce North of France
- Frankrijk - French-Belgian Chamber of Commerce South of France
- Duitsland - German-Belgian-Luxembourg Chamber of Commerce
- Verenigd Koninkrijk - Belgian-Luxembourg Chamber of Commerce in Great Britain
- India - Belgo-Indian Chamber of Commerce and Industry
- Ierland - Belgian-Luxembourg Chamber of Commerce in Ireland
- Italië - Belgian-Italian Chamber of Commerce
- Ivoorkust - Belgian Chamber of Commerce in Côte d’Ivoire
- Japan - Belgian-Luxembourg Chamber of Commerce in Japan
- Marokko - Belgian-Luxembourg Chamber of Commerce in Morocco
- Nederland - Dutch Chamber of Commerce for Belgium and Luxembourg
- Pakistan - Pakistan-Belgium Business Forum
- Peru - Belgo Peru Chamber of Commerce
- Polen - Belgian-Luxembourg-Polish Chamber of Commerce
- Portugal - Portuguese-Belgian-Luxembourg Chamber of Commerce
- Roemenië - Belgian Romanian Chamber of Commerce
- Rusland en Wit-Rusland - Belgian-Luxembourg Chamber of Commerce for Russia and Belarus
- Singapore - Belgian Luxembourg Chamber of Commerce
- Spanje - Belgian-Luxembourg Chamber of Commerce in Barcelona
- Spanje - Chamber of Commerce of Belgium and Luxembourg in Spain
- Turkije - Belgian-Luxembourg Chamber of Commerce in Turkey
- Vietnam - Belgian-Luxembourg Chamber of Commerce in Vietnam
- Vietnam - Belgian Vietnamese Alliance